# Paralelo 70 N
O Paralelo 70 N é um paralelo no 70° grau a norte do plano equatorial terrestre.
Começando pelo Meridiano de Greenwich e tomando a direção leste, o paralelo 70° Norte passa sucessivamente por:
| País, território ou mar | Notas |
| ----------------------- | --- |
| Oceano Ártico           | Mar da Noruega |
| Noruega                 | |
| Finlândia               | |
| Noruega                 | |
| Oceano Ártico           | Mar de Barents |
| Rússia                  | Ilha Vaygach |
| Oceano Ártico           | Mar de Kara |
| Rússia                  | Península de Yamal |
| Golfo de Ob             | |
| Rússia                  | |
| Oceano Ártico           | Mar da Sibéria Oriental |
| Rússia                  | Ilha Ayon e Cabo Shelagskiy |
| Oceano Ártico           | Mar de Chukchi |
| Estados Unidos          | Alasca |
| Oceano Ártico           | Mar de Beaufort |
| Canadá                  | Península de Tuktoyaktuk, Territórios do Noroeste |
| Oceano Ártico           | Mar de Beaufort |
| Canadá                  | Península de Cape Bathurst, Territórios do Noroeste |
| Oceano Ártico           | Golfo de Amundsen |
| Canadá                  | Península de Parry, Territórios do Noroeste |
| Oceano Ártico           | Golfo de Amundsen |
| Canadá                  | Na Ilha Victoria: - Territórios do Noroeste - Fronteira Territórios do Noroeste / Nunavut - Territórios do Noroeste - Fronteira Territórios do Noroeste / Nunavut - Nunavut |
| Larsen Sound            | |
| Canadá                  | Península de Boothia, Nunavut |
| Golfo de Boothia        | |
| Canadá                  | Ilha Crown Prince Frederik e Ilha de Baffin, Nunavut (também passa no Estreito de Fury e Hecla, Bacia de Foxe, Enseada de Clyde e Fiorde de Ingusuin)                       |
| Baía de Baffin          | Estreito de Davis |
| Gronelândia             | Também passa na Ilha Disko |
| Oceano Ártico           | Mar da Gronelândia Mar da Noruega |